# فهرست تعارف‌های ایرانی
این نوشتار به فهرست تعارف‌های ایرانی اشاره دارد:

## آ
- آب نطلبیده مراده: در بیان چیزی که بدون انتظار شخص به او برسد گویند.
- آفتاب از کدوم طرف دراومده؟ = بروز رفتاری بر خلاف روال معمول.
- آقایی کردید
- آقایید
- آمدیم برای دستبوسی

## الف
- از شما به ما رسیده: این سخن در زمان و مکان مختلف می‌تواند معانی متفاوتی داشته باشد، در بیان خوب بدینگونه مورد نظر می‌رسد که گوینده منظورش ابراز علاقه به فرد و به معنی تشکر و قدردانی است.
- اختیار دارید. تکه انداختن. به معنای تمسخر.
- اغر بخیر: وقت بخیر، سفر بخیر
- افقانی هم که نیستی‌
- اطاعت امر
- التماس دعا
- امری نیست؟
- انشالله ۱۲۰ ساله بشی (در تبریک سالگرد تولد)
- انشالله توی شادی‌ها جبران کنیم
- انشالله همیشه به سفر (موقع سفر رفتن آشنایان)
- اگه خدا بخواد / اگه خدا قسمت کنه
- انشالله دفعهٔ دیگه / انشالله در فرصت‌های بعدی
- ایول
- ایرانت باشه
- استدعا می‌کنم
- ارادت

## ب
- با اجازه
- با اجازهٔ بزرگ‌ترها
- بزرگ مایید
- بزرگ‌وارید
- بگذارید دستتون رو ببوسم
- بنده‌نوازی فرمودید
- بندهٔ فرمان هم نیستیم
- ببخشید
- بازم این ورا تشریف بیارین
- بدون/بی تعارف!
- بفرمایید بریم خونه
- بدون شما که خوش نمی‌گذره
- بچه‌ها رو ببوسید
- بقای عمر شما باشه
- به پای هم پیر بشن
- به سلامتی
- ببخشید پشتم به شماست
- بزرگی گفتند، کوچکی گفتند
- بفرمایید
- بد نبینی
- برگ سبزیست تحفه درویش
- به دیده منت
- به روی چشم
- بی‌زحمت
- باعث خوشحالیه
- باعث افتخاره
- برازندهٔ شماست
- بزرگیتون رو میرسونم (در جواب سلام برسونید)
- به به سلطان
- برقرار باشید
- به بزرگی خودتون ببخشید

## پ
- پیر شی
- پات رو برداری مارو می‌بینی
- پروانه پشت گل میشینه (ببخشید پشتم به شماست)
- پشت گل گلستونه
- پارسال دوست امسال آشنا

## ت
- تاج سر مایید
- تشریف بیارید
- تصدق‌تون
- تعارف نفرمایید
- توفیق اجباریه
- تمنا می‌کنم
- توفیقیه که نصیب بنده شده

## ث
- ثمره لطف شماست

## ج
- جای شما خالی
- جاشون خالی نباشه
- جوابِ «های»، هویه
- جاشون سبز
- جسارت نباشه / شد
- جهت خالی نبودن عریضه است

## چ
- چرخاش برات بچرخه
- چشم: به روی چشم
- چشم‌تون روشن
- چشم دلتون روشن
- چشم کف پاتون
- چشمات قشنگ می‌بینه
- چاکرم
- چوب‌کاری می‌فرمایید
- چی شد سری به فقیر فقرا زدید
- چی شد راه گم کردید
- چیز قابل عرضی نیست
- چای بخوریم یا خجالت
- چه عجب!

## ح
- حاجت روا باشید
- حمل بر بی‌ادبی نباشه
- حله چشات
- حرووومزادههه

## خ
- خواهش می‌کنم
- خدا ببخشه
- خدا حفظش کنه
- خدمت از ماست
- خدمت می‌رسیم
- خوش بگذره
- خیر پیش
- خیر ببینی
- خسته نباشی
- خدا قوت
- خودت گلی (خودتان گل هستید)
- خاک پای شما
- خدا بد نده
- خدا خیرت بده
- خوش خدا رو شکر (شرق بابل)
- خورشید از کدوم طرف بیرون اومده؟
- خوش خبر باشی
- خوش اومدین
- خانه خودتان هست (راحت باشید)
- خیلی ممنون
- خوبی از خودتونه
- خاکشون بقای عمر شما
- خوشحال شدم کمکی کردم
- خوشبختم

## د
- در خدمت باشیم
- دست شما درد نکنه
- دستت درست
- دستت طلا
- دست بوسم
- دست بوسه (در پاسخ به احوال‌پرسی از فرزند)
- دست شما را بوسیدم
- دست راستتون پشت سر ماست
- دست مریزاد
- دستور بدید
- دوستان به جای ما
- دم شما گرم
- دلت نشکند (در جواب به عذر خواهی کسی که چیزی را اتفاقی شکسته)
- دم در بده
- دست حق یارت
- دماغت چاقه؟
- دعاگو هستیم
- دشمنت شرمنده
- دورت بگردم
- دردت به جانم
- درد و بلایت بخوره تو سرم!
- درود بر تو

## ر
- راضی به زحمت نیستیم
- راضی ام ازت
- رحمتید نه زحمت
- روحشون شاد
- روزی شما باشه
- رفتیم پابوس

## ز
- زیارت قبول
- زیر سایه شما
- زنده باشید
- زحمت افتادید

## ژ
- ژاپن چالت کنن (تو مایه‌های با پیامبرا محشور شی)

## س
- سلام برسونید
- سایه‌تون مستدام
- سایه‌تون بالا سر ما باشه
- سرت سلامت باشه
- سلام عرض کردم
- سلامت باشید
- سفر بخیر
- سرور مایید

## ش
- شادی‌هاتون خدمت برسیم
- شیرین‌کام باشی
- شکسته‌نفسی نفرمایید
- شرف‌یاب میشیم
- شرمنده فرمودید
- شرمنده
- شما مراحمید (در جواب ببخشید مزاحم شدم)
- شادیتون مستدام

## ص
- صد سال به این سال‌ها
- صفا آوردید
- صاحبش قابل داره
- صاحبش لازم داره
- صاحب تشریف باشید
- صاحب اختیارید
- صاحب لطفی
- صحّت خواب

## ط
- طاعات و عبادات‌تون قبول باشه

## ع
- عمرت گل نباشه
- عاقبت‌تون به خیر
- عرضی نیست جز …
- عرض کردم
- عزت زیاد
- علی یارت
- عافیت باشه
- عشق منی
- عشقی
- عشقی سالار
- عجب جمال شماست (در جواب چه عجب!)
- عبادت قبول

## غ
- غم آخرتون باشه
- غم نبینی
- غلام شماست
- غم شما کم (درپاسخ دم شما گرم…)

## ف
- فدات شم
- فدایی داری
- فدای شما
- فرمان‌بریم
- فرمان بدید

## ق
- قابل شما رو نداشت
- قابل نداره
- قبول باشه
- قبول حق
- قبولت دارم
- قدم رنجه فرمودید
- قدم زیارت بردارید
- قدم نورسیده مبارک
- قدم‌تان روی چشم (قدم‌تان روی تخم چشم ماست)
- قدوم شما مبارک است
- قدمتون روی چشم
- قربان شما
- قربونت برم
- قسمت شما بشه

## ک
- کلبه محقری است
- کلبه درویشی است
- کم‌پیدا یی
- کم‌سعادتی از ماست
- کنیز شماست
- کِیفت کوکه؟
- کلاویه هاش به شادی بزنه
- کربلا بری
- کوچیکتیم

## گ
- گوشت بشه به تنت
- گوارای وجود
- گل پشت و رو نداره

## ل
- لطف کردید
- لطف عالی مستدام
- لطف عالی مزید
- لطف دارین

## م
- محبت کردید
- ما دستبوس شماییم
- محتاجیم به دعا
- مخلصیم
- مرحمت شما زیاد
- مرحمت عالی مستدام
- منور کردید (منزلمون رو نورانی کردید)
- مزاحم نمی‌شم
- مشرّف فرمودید
- مشتاق دیدار شما هستیم
- مصدع اوقات (احوال) شدیم
- ما نمک پرورده‌ایم
- منزل امید ماست
- منزل شما دولت سراست
- می‌بخشید مصدع اوقات شدم
- می‌ترسید نمک گیر بشید (نمک نداره)
- مرحمت دارید
- ممنون دار شماییم

## ن
- ناز شصتت
- نماز روزه‌ها قبول
- نمک نداره بفرمایید
- نور به قبرش بباره
- نوش جون
- نایب زیاره باشید
- نظر لطف شماست
- نمیری
- نوکرتم
- نفرمایید
- نورانی کردید
- نمک پرورده شما هستیم

## و
- وقت بخیر
- وقت برای دستبوسی بسیار است
- وقت عالی متعالی

## ه
- هر چی شما بگین
- هر جور صلاح بدونید
- هر چی شما امر بفرمایید

## ی
- یاالله
- یا حق
- یه استکان چایی که این حرفا رو نداره
- یا ابوالفضل
- یا علی